# Contopus virens
El pibí oriental (Contopus virens) es una especie de ave paseriforme de la familia Tyrannidae perteneciente al numeroso género Contopus. Nidifica en América del Norte, migrando al sur en el otoño, llegando hasta el centro oeste de América del Sur.

## Otros nombres comunes
Se le denomina también  papamoscas del este (en México), pibí de la selva (en Venezuela), atrapamoscas oriental (en Colombia), bobito de bosque del este (en Cuba), piwi selvático oriental (en Honduras), pibí norteño (en Ecuador), burlisto boreal (en Argentina o pibí del bosque.

## Distribución

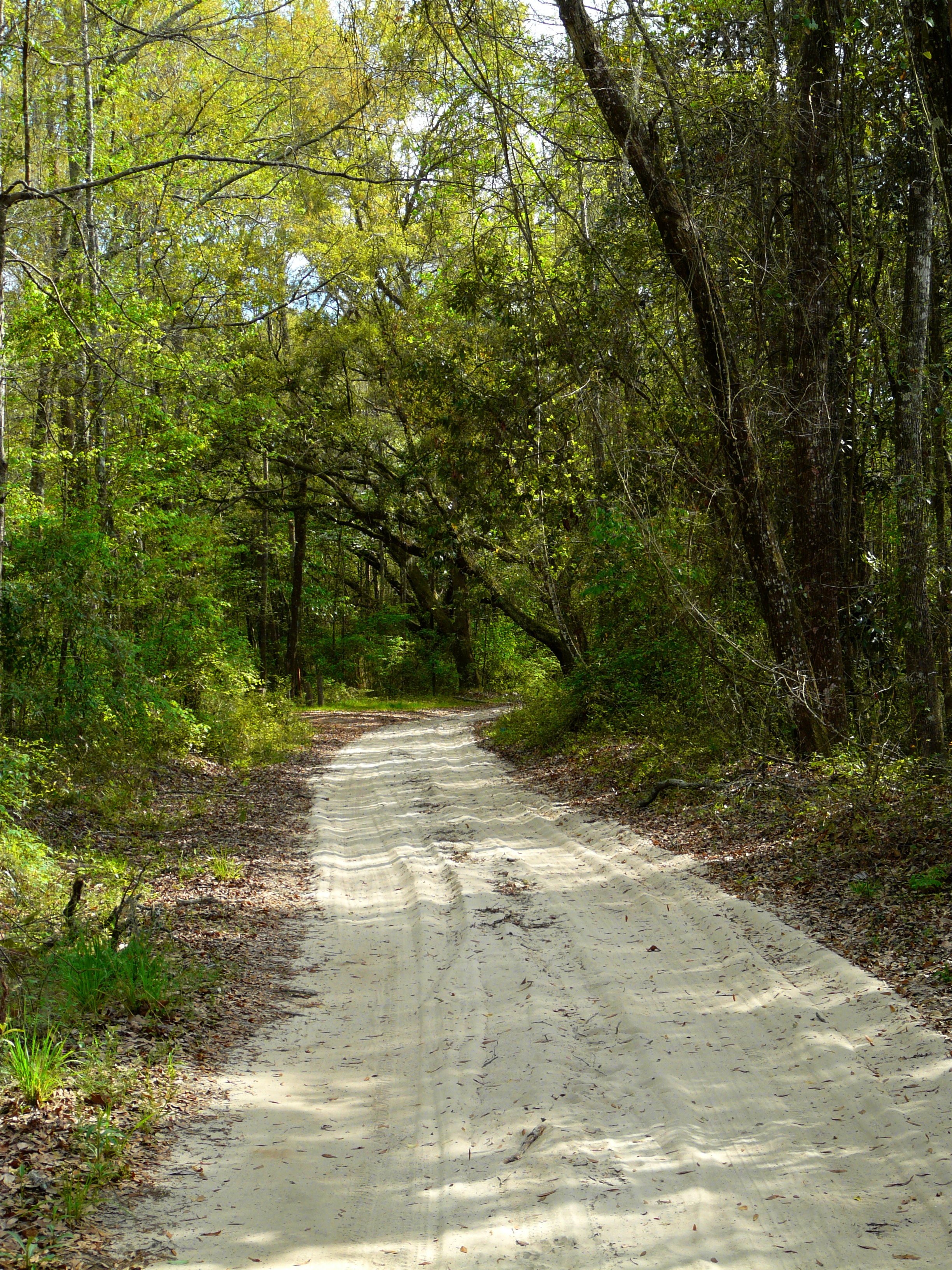
Bosque en el norte del estado de Florida, Estados Unidos; ejemplo de hábitat reproductivo de la especie.

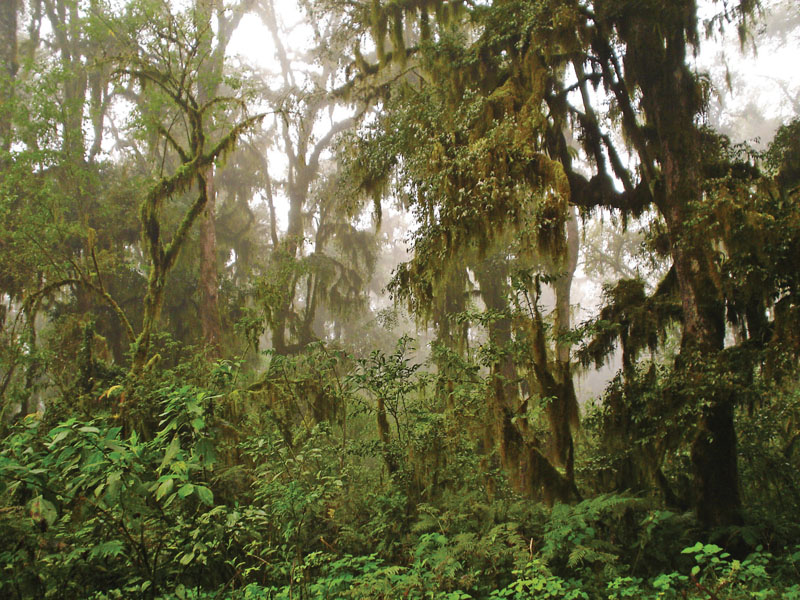
Estrato inferior de la selva de montaña o yunga, en Salta, Argentina; uno de los hábitats de invernada de la especie.

Esta especie nidifica en América del Norte, en el centro sur y sudeste de Canadá y casi toda la mitad oriental de los Estados Unidos, migrando hacia América del Sur en el otoño, donde reside principalmente en el norte del continente y en el occidente de la cuenca del Amazonas (en Colombia, sur de Venezuela, oeste de Brasil, este de Ecuador, este de Perú, llegando hasta el centro de Bolivia; se registra su pasaje migratorio por México, por toda América Central (Guatemala, Belice, Honduras, El Salvador, Nicaragua, Costa Rica y Panamá), y por diversas islas del Caribe (Cuba, Bahamas, Islas Caimán, Curaçao, Islas Turcas y Caicos). Registrado como vagante ocasional en Barbados, Bermuda; Guadalupe; Islas Vírgenes de los Estados Unidos, Jamaica, Puerto Rico, Aruba; Bonaire, San Eustaquio y Saba y hasta en las islas Azores y en el noroeste de la Argentina, en la provincia de Salta, país donde cuenta con un solo registro.

## Hábitat
Esta especie nidifica en virtualmente todo tipo de área boscosa del este de América del Norte, incluyendo tanto bosques caducifolios como de coníferas, donde prefiere los claros y los bordes del bosque; el uso de coníferas es más común hacia el sur. En el medio oeste es encontrado en áreas riparias, pero tiende a evitar cursos de agua en los bosques orientales.
Durante la invernada es encontrado en una variedad de hábitats boscosos y arbustivos, parcialemente abiertos, generalmente por debajo de los 1300 m de altitud. En Colombia en el dosel, los bordes y claros de la selva húmeda y áreas ligeramente boscosas; en Venezuela en bosques en galería con árboles altos con anacardos salvajes (Anacardium). En la Amazonia ecuatoriana y peruana usa también crecimientos secundarios, en la Amazonia brasileña principalmente en bordes de selvas primarias. No es observado en el interior de selvas húmedas, excepto en claros de árboles caídos.

## Comportamiento

### Alimentación
Se alimenta de insectos y otros artrópodos. Espera en una percha a una altura media de un árbol para raudamente salir volando para atrapar a sus presas en vuelo, aunque a veces también lo captura entre la vegetación.

### Vocalización
La presente especie y el pibí occidental (Contopus sordidulus) tienen aspecto tan semejante, que en las pocas áreas de sobreposição sólo pueden ser distinguidos por sus llamados. El más frecuente de la presente es un dulce y lastimero «pi-ui?» —el origen de su nombre común— algunas veces intercalado con un «pi-ur», el canto, mucho menos frecuente es un «pi-a-ui».

## Sistemática

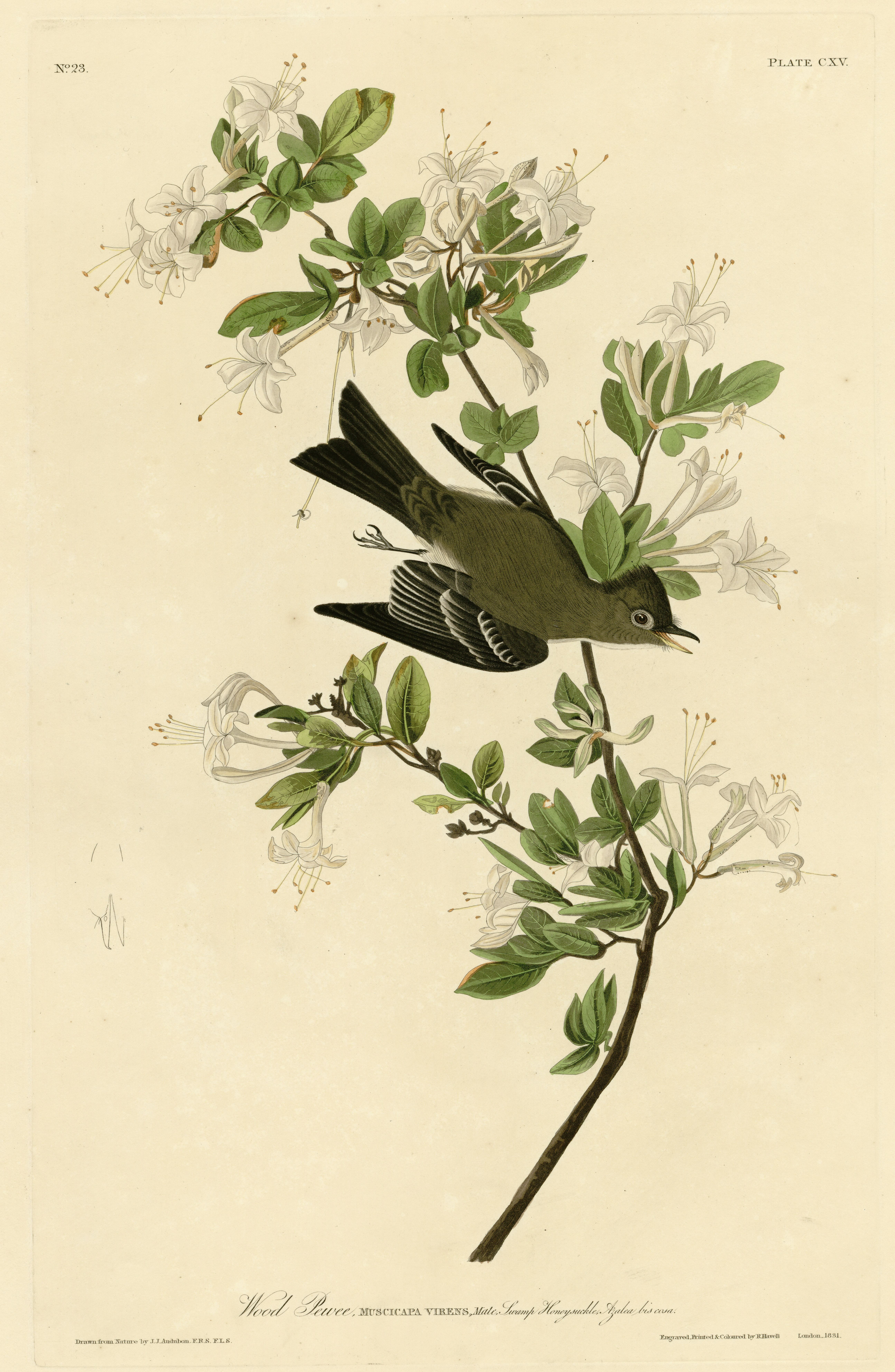
Muscicapa virens = Contopus virens, ilustración de Audubon en The Birds of America, entre 1827 y 1838.

### Descripción original
La especie C. virens fue descrita por primera vez por el naturalista sueco Carlos Linneo en 1766 bajo el nombre científico Muscicapa virens; su localidad tipo es: «Carolina, Estados Unidos».

### Etimología
El nombre genérico masculino «Contopus» se compone de las palabras del griego «kontos» que significa ‘percha’, y «podos» que significa ‘pies’; y el nombre de la especie «virens», en latín significa ‘verde’.

### Taxonomía
Algunos autores consideran que posiblemente forme una superespecie con Contopus cinereus y con Contopus sordidulus; con esta última también fue considerada conespecífica.